# إيرني لابوينت
إيرني لابوينت (بالإنجليزية: Ernie Lapointe)‏ هو كاتب أمريكي، ولد في 1948 في Pine Ridge, South Dakota ‏ في الولايات المتحدة.